# Сендзінець
Сендзінець (пол. Sędziniec, нім. Richtershof) — село в Польщі, у гміні Висока Пільського повіту Великопольського воєводства.
Населення — 116 осіб (2011).
У 1975-1998 роках село належало до Пільського воєводства.

## Демографія
Демографічна структура станом на 31 березня 2011 року:
|          | Загалом | Допрацездатний вік | Працездатний вік | Постпрацездатний вік |
| -------- | ------- | ------------------ | ---------------- | -------------------- |
| Чоловіки | 64      | 17                 | 45               | 2                    |
| Жінки    | 52      | 13                 | 32               | 7                    |
| Разом    | 116     | 30                 | 77               | 9                    |